# Michaił Krol
Michaił Borisowicz Krol (ros. Михаил Борисович Кроль, ur. 6 lutego?/18 lutego 1879 w Mińsku, zm. 6 sierpnia 1939 w Moskwie) – białoruski lekarz neurolog, twórca białoruskiej szkoły neurologicznej.

## Życiorys
W 1896 roku ukończył naukę w gimnazjum w Lipawie ze złotym medalem i zdał na Uniwersytet Moskiewski, gdzie studiował medycynę. Podczas studiów tłumaczył z angielskiego, francuskiego i niemieckiego, by zarobić na utrzymanie. W 1901 roku na Konferencji Pirogowa w Moskwie przedstawił swoją pierwszą pracę, poświęconą hematomielii. W 1906 roku rozpoczął praktyki w Klinice Chorób Nerwowych w Moskwie u Łazara Minora, w 1909 roku został asystentem, a później docentem.
W latach I wojny światowej kierował Oddziałem Psychiatrycznym Czerwonego Krzyża na froncie zachodnim.
W 1921 roku na polecenie rządowej komisji organizował Uniwersytet w Mińsku, jako dyrektor Kliniki Chorób Nerwowych i dziekan Mińskiej Szkoły Medycznej. W 1931 roku został wybrany członkiem Białoruskiej Akademii Nauk i wiceprezydentem Rady Medycznej przy Białoruskiej Komisji Zdrowia Publicznego. W 1932 roku został dyrektorem Kliniki Chorób Nerwowych przy II Moskiewskim Instytucie Medycznym. W latach 1934–1938 kierował 4. generalnym dyrektorem Ministerstwa Zdrowia ZSRR. W 1934 roku został wybrany przewodniczącym Moskiewskiego Towarzystwa Neuropatologów i Psychiatrów. W 1939 roku został członkiem korespondentem Rosyjskiej Akademii Nauk. Zmarł 6 sierpnia 1939. Po śmierci jego mózgowie badano w Moskiewskim Instytucie Badań Mózgu; ważyło 1520 g.
Pochowany na Cmentarzu Nowodziewiczym w Moskwie.

## Wybrane prace
- Beiträge zum Studium der Apraxie. Zeitschrift für die gesamte Neurologie und Psychiatrie 2, 1910
- Das Halsrippensyndrom: Beitrag zur Pathologie des Armplexus. Zeitschrift für die gesamte Neurologie und Psychiatrie 94, ss. 449–461 (1925)
- Magnus de Kleynsche Tonusreflexe bei Nervenkranken. Zeitschrift für die gesamte Neurologie und Psychiatrie 94, ss. 462–472 (1925)
- Die Neuropathologischen Syndrome zugleich Differentialdiagnostik der Nervenkrankheiten. Berlin: Julius Springer, 1929
- Kroll M, Beilin I. Beitrag zur Pathologie der akut verlaufenden Rückenmarkstumoren. Dtsch Z Nervenheilkd 111, ss. 258–25 (1929)
- Kroll M, Markow D, Kantor N. Ueber Muskeltonus und Chronaxie. Nervenarzt 5, ss.  8–14 (1932)
- Невропатологические синдромы. 2 изд. М.; Л.: Биомедгиз, 1936.
- Кроль, Проппер-Гращенков, Маргулис: Учебник нервных болезней. 3 изд. М.; Л.: Медгиз, 1939
- Кроль, Федорова: Основные невропатологические синдромы. М.: Медицина, 1966